# کبوتر شاهی خاکستری
کبوتر شاهی خاکستری (نام علمی: Ducula pickeringii) گونه‌ای از پرندگان خانواده کبوتران است که در مجمع الجزایر سولو، جزایر میانگاس و تالاود یافت می‌شود. زیستگاه طبیعی آن جنگل‌ها و مزارع مرطوب استوایی است. از دست دادن زیستگاه آن را تهدید می‌کند.
تغذیه از میوه‌های انجیر و درختان کانانگا مورد توجه قرار گرفته‌است.